# Pola (Oriental Mindoro)
Pola ist eine philippinische Stadtgemeinde in der Provinz Oriental Mindoro. Sie hat 34.701 Einwohner (Zensus 1. August 2015). Im Westen liegen Teile der Gemeinde im Lake-Naujan-Nationalpark. Die Gemeinde liegt am östlichen Eingang zur Isla-Verde-Straße, diese gilt als ein Hot Spot der Biodiversität der Unterwasserwelt auf den Philippinen und weltweit.

## Baranggays
Pola ist politisch in 23 Baranggays unterteilt.
| - Bacauan - Bacungan - Batuhan - Bayanan - Biga - Buhay Na Tubig - Calubasanhon - Calima - Casiligan - Malibago - Maluanluan - Matulatula | - Pahilahan - Panikihan - Zone I (Pob.) - Zone II (Pob.) - Pula - Puting Cacao - Tagbakin - Tagumpay - Tiguihan - Campamento - Misong |

## Söhne und Töchter
- Noli de Castro, (* 6. Juli 1949) philippinischer Politiker und Vize-Präsident